# Bożidar Bojadżiew
Bożidar Christomirow Bojadżiew (bg. Божидар Христомиров Бояджиев; ur. 30 kwietnia 1978) – bułgarski zapaśnik walczący w stylu wolnym. Dwukrotny olimpijczyk. Ósmy w Atenach 2004 i trzynasty w Pekinie 2008. Startował w kategorii 120 kg.
Pięciokrotny uczestnik mistrzostw świata, szósty w 2001. Piąty na mistrzostwach Europy w 2002, 2005 i 2006. Mistrz Europy juniorów w 1996 i trzeci na mistrzostwach świata juniorów z 1998 roku.
- Turniej w Atenach 2004

Pokonał Barysa Hrynkiewicz z Białorusi i Gelegdżamcyna Ösöchbajara z Mongolii a przegrał z Ali Rezą Rezajim z Iranu i odpadł z turnieju.
- Turniej w Pekinie 2008

Przegrał z Fardinem Masumim z Iranu i Rosjaniem Bachtijarem Achmiedowem i odpadł z turnieju.